# Hansen House
Koordinaten: 31° 46′ 3,7″ N, 35° 13′ 1″ O

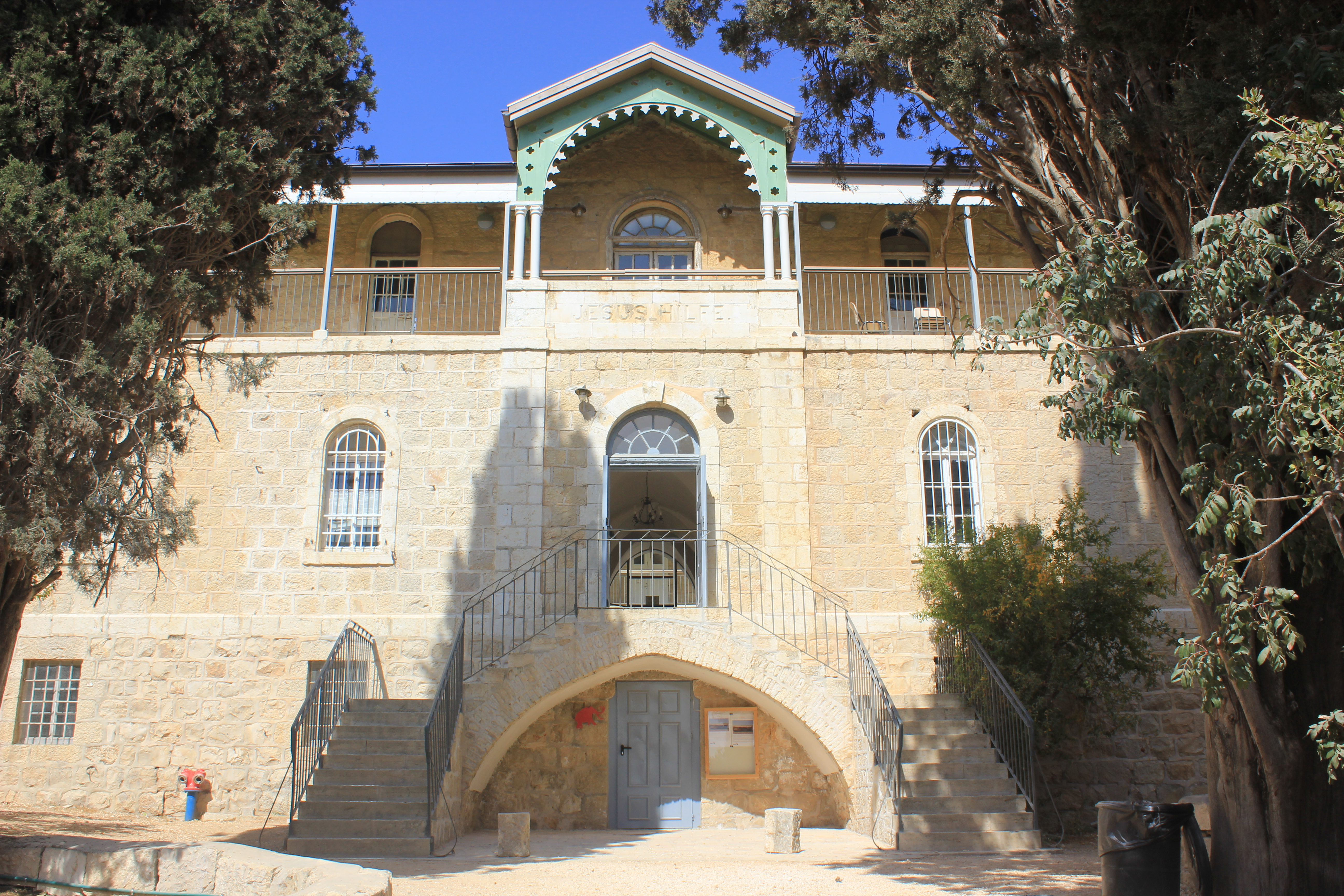
Hansen House

Das Hansen House (hebräisch בֵּית הַנְסֶן Bejt Hanssen, deutsch ‚Haus Hansen‘, historisch בֵּית מְצֹרָעִים - עֶזְרַת יֵשׁוּ Bejt Mətzoraʿīm - ʿEzrat Jeschū, deutsch ‚Haus Aussätziger - Hilfe Jesu‘) ist ein historisches Gebäude in Jerusalem, Israel. Es steht im vornehmen Ortsteil Talbiya, schräg gegenüber dem Jerusalem Theater im Motti Garden, einer Parkanlage. Seit dem späten 19. Jahrhundert war es ein Pflegeheim mit dem Namen „Aussätzigen-Asyl Jesus-Hilfe“ für an Lepra erkrankte Menschen, später das Hansen-Hospital. Lepra wird auch Hansen-Krankheit nach dem Entdecker des Erregers der Krankheit Gerhard Armauer Hansen genannt, daher erhielt das Krankenhaus seinen Namen. Das Gebäude diente noch bis ins Jahr 2000 als nationales Lepra-Zentrum. Das Haus wurde mit dem dazugehörigen 0,8 Hektar großen Grundstück 2011 zum israelischen Kulturerbe deklariert und trägt heute den Namen Hansen House.

## Geschichte
Das Lepra-Asyl „Jesus Hilfe“ hatte einen ersten Sitz in einem auf Veranlassung der Keffenbrinker Baronin Auguste von Keffenbrinck-Ascheraden, geb. Gräfin von Kielmannsegg (1835–1889) in Jerusalem in einem als Leprösenheim errichten Bau nahe dem Mamilla-Becken, der im Mai 1867 eingeweiht und im November von 12 Kranken bezogen wurde. Das Haus erwies sich bald als zu klein. Doch das heute Beit Hansen genannte Gebäude konnte erst in den Jahren 1885 bis 1887 erbaut werden. Das alte Asyl, heute mit der Adresse Rechov Agron 20, wurde daraufhin verkauft und die Erwerber, Lazaristen, eröffneten darin ein bis heute bestehendes Kloster.
Der zweistöckige neue Gebäudekomplex wurde von Conrad Schick, einem deutschen Missionar, der sich autodidaktisch mit Architektur vertraut gemacht hatte, mit einem vierseitigen Innenhof und einem zum Hof offenen Wandelgang im ersten Stockwerk entworfen. Um seine Pläne gegenzuzeichnen, gewann Schick den graduierten Architekten Theodor Sandel. Neben dem gemauerten Gebäude mit vier Wasserzisternen gab es einen Gemüsegarten, Obstbäume und eine Viehhaltung. Das Haus wurde auf einem 0,8 ha großen Grundstück, welches etwas abgelegen nordwestlich des Jerusalemer Templerviertels lag, errichtet. Es ist ein quadratisches, zweigeschossiges Gebäude mit einem gepflasterten Innenhof. Über Arkaden sind die einzelnen Räume erreichbar. Meterdicke Steinwände tragen die Kreuzgewölbe über dem Keller- und Erdgeschoss. Der Bau ist bestimmt von dem fast die gesamte christlich-europäische Architektur Jerusalems prägenden Stil der Symmetrie. David Kroyanker bezeichnet den Bau als einen der Schönsten von Jerusalem.

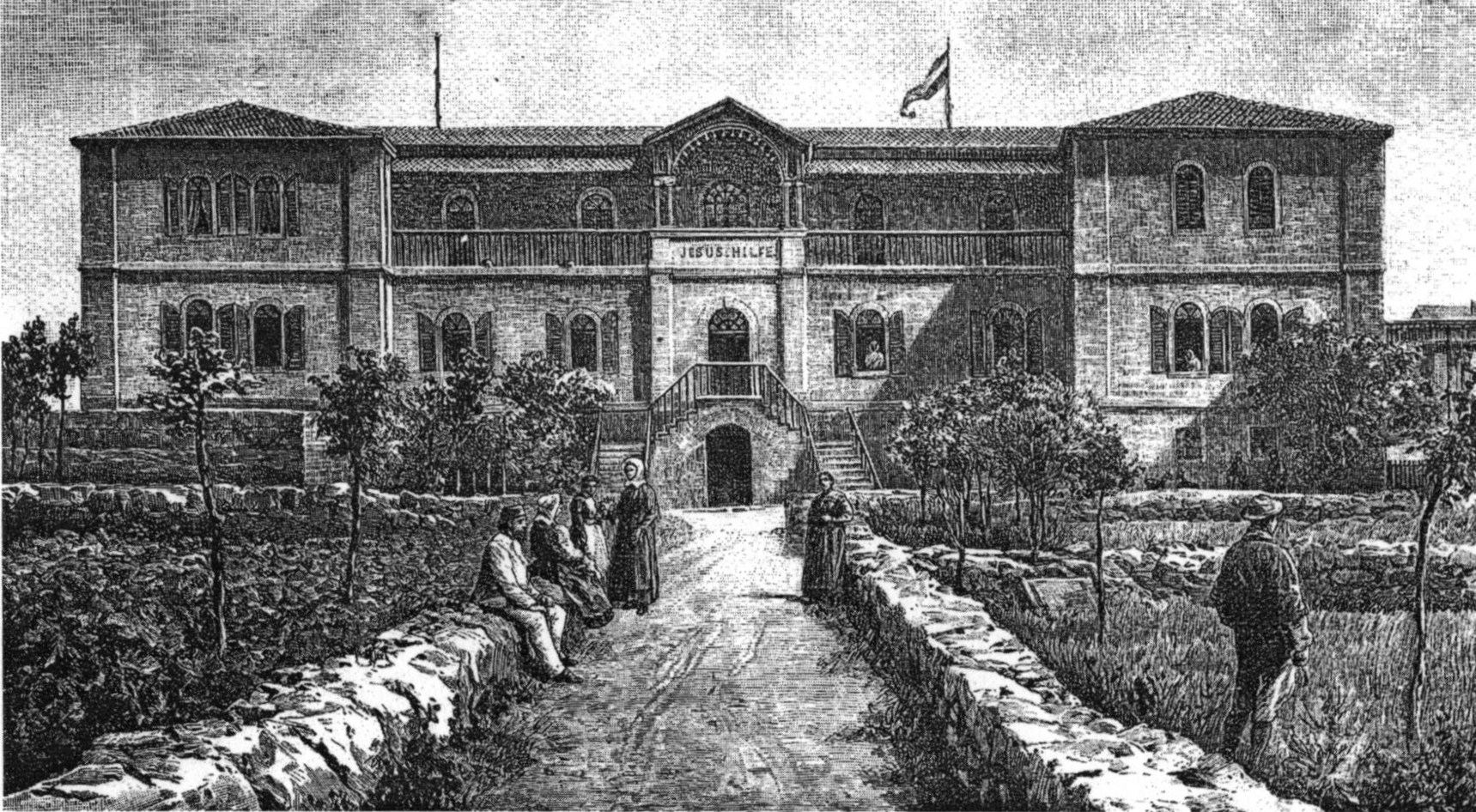
Ansicht auf einer Postkarte kurz nachdem es erbaut wurde

Pflegeschwestern und Hauseltern wurden von der Herrnhuter Brüdergemeine nach Jerusalem geschickt. Erster Hausvater war der Missionar Friedrich Tappe (1824–1897), ärztlicher Leiter der Engländer Thomas Chaplin. Die Kranken waren meist Araber aus der Umgebung. Das jährliche Spendenaufkommen aus den Staaten des Deutschen Bundes betrug 2000 Taler und war damit laut dem Besucher Paul Langerhans sehr knapp bemessen. Im Lokalkomitee engagierten sich neben Chaplin der preußische Konsul Georg Rosen, der Missionar Conrad Schick, der Schweizer Bankier Johannes Frutiger und der anglikanische Bischof von Jerusalem Samuel Gobat.
1887 wurde auf Initiative der deutschen protestantischen Gemeinde in Jerusalem das Aussätzigen-Asyl „Jesus Hilfe“ im heutigen Hansen House gegründet, um Lepra-Patienten zu betreuen. Zu dieser Zeit war die Krankheit nicht heilbar. Das Krankenasyl hatte 60 Betten und wurde bis 1950 von der Herrnhuter Brüdergemeine betrieben. Leprakranke Menschen jeder Religionszugehörigkeit fanden darin Schutz und Pflege, die meisten waren Muslime, einige Christen und Juden. 1950 verkaufte die Kirche den Komplex an den Jüdischen Nationalfonds. Unter dem Management des Gesundheitsministeriums des Staates Israel wurde es in Hansen Hospital umbenannt. Nachdem Lepra effektiv behandelt werden konnte, wurden die Patienten nach und nach entlassen, die letzten verließen 2000 das Hospital. Bis 2009 diente das Haus noch als Tagesklinik, in der sich leprakranke Patienten ambulant behandeln ließen. Es wurde partiell jedoch auch für künstlerische Aktivitäten genutzt.

## Umwandlung zum Kulturzentrum und Renovierung 2011
Seit 2009 dokumentiert eine Dauerausstellung mit dem Titel Behind the Wall – The Story of the Leper Home in Jerusalem die Geschichte des Hauses vom Ende des 19. Jahrhunderts bis heute. Die Verwaltung des Hauses wurde in die Hände der Stadtverwaltung von Jerusalem übergeben. Der Jüdische Nationalfonds erklärte sich mit der Umwandlung von einem Hospital zu einem öffentlichen Kulturzentrum einverstanden. Von 2011 bis 2013 dauerte die die Baustruktur erhaltende Renovierung. Unter dem Namen Hansen House. Center of Design, Media and Technology dient das Haus heute als Ausstellungsort für bildende Kunst sowie Veranstaltungsort für Multimedia-Ereignisse.
Das im Jahr 2014 im Hansen House entstandene Kunstprojekt Die ewige Sukka, eine aus einem Beduinen-Haus gefertigte Laubhütte (hebr.: Sukka), wurde im Jahr 2015 vom Israel-Museum angekauft und dort ausgestellt. 2015 fand hier ein Wikimedia-Hackathon statt. Außerdem studieren Masterstudenten der Bezalel Academy of Arts and Design im Hansen House.

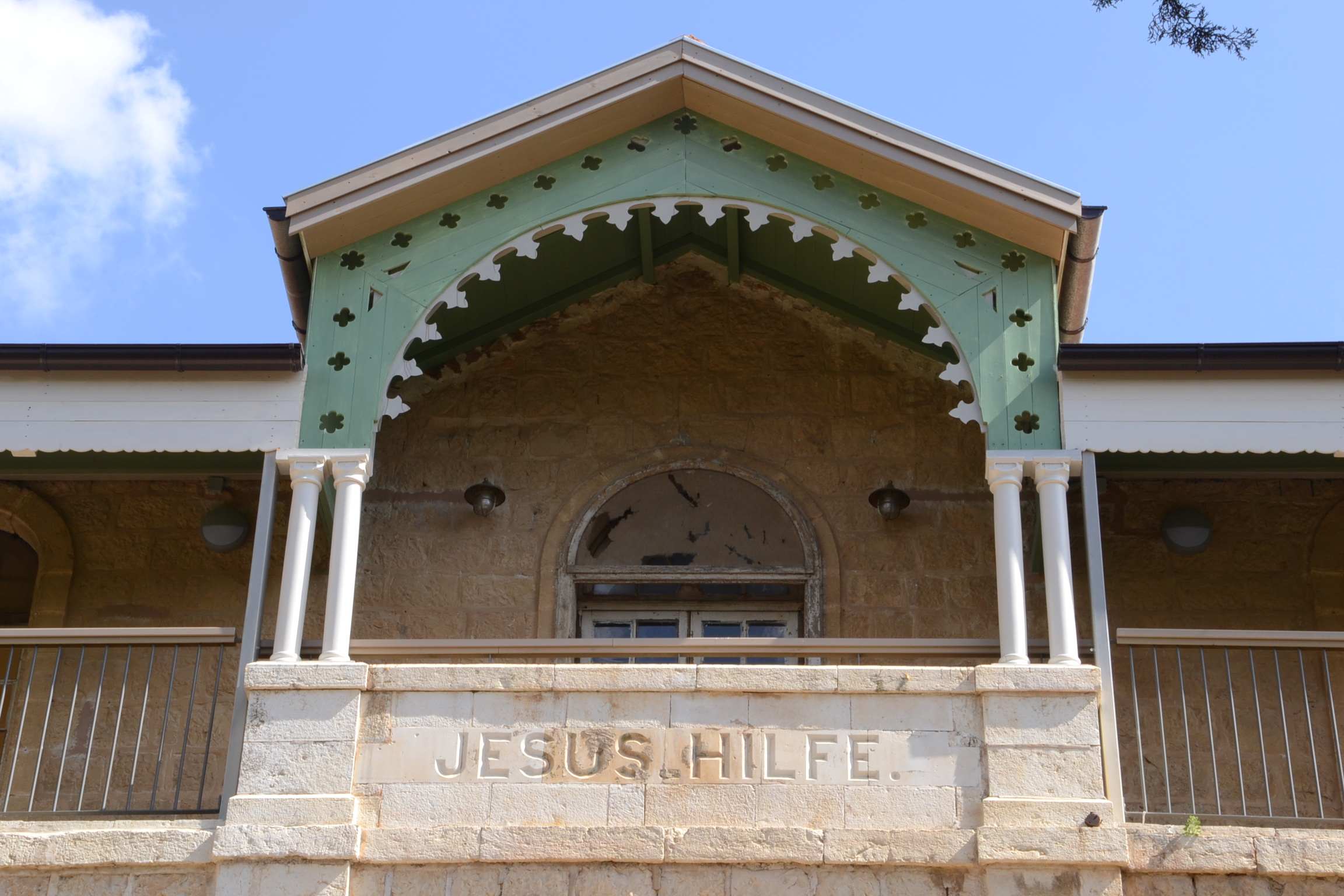
Hausfront mit der Inschrift Jesus Hilfe
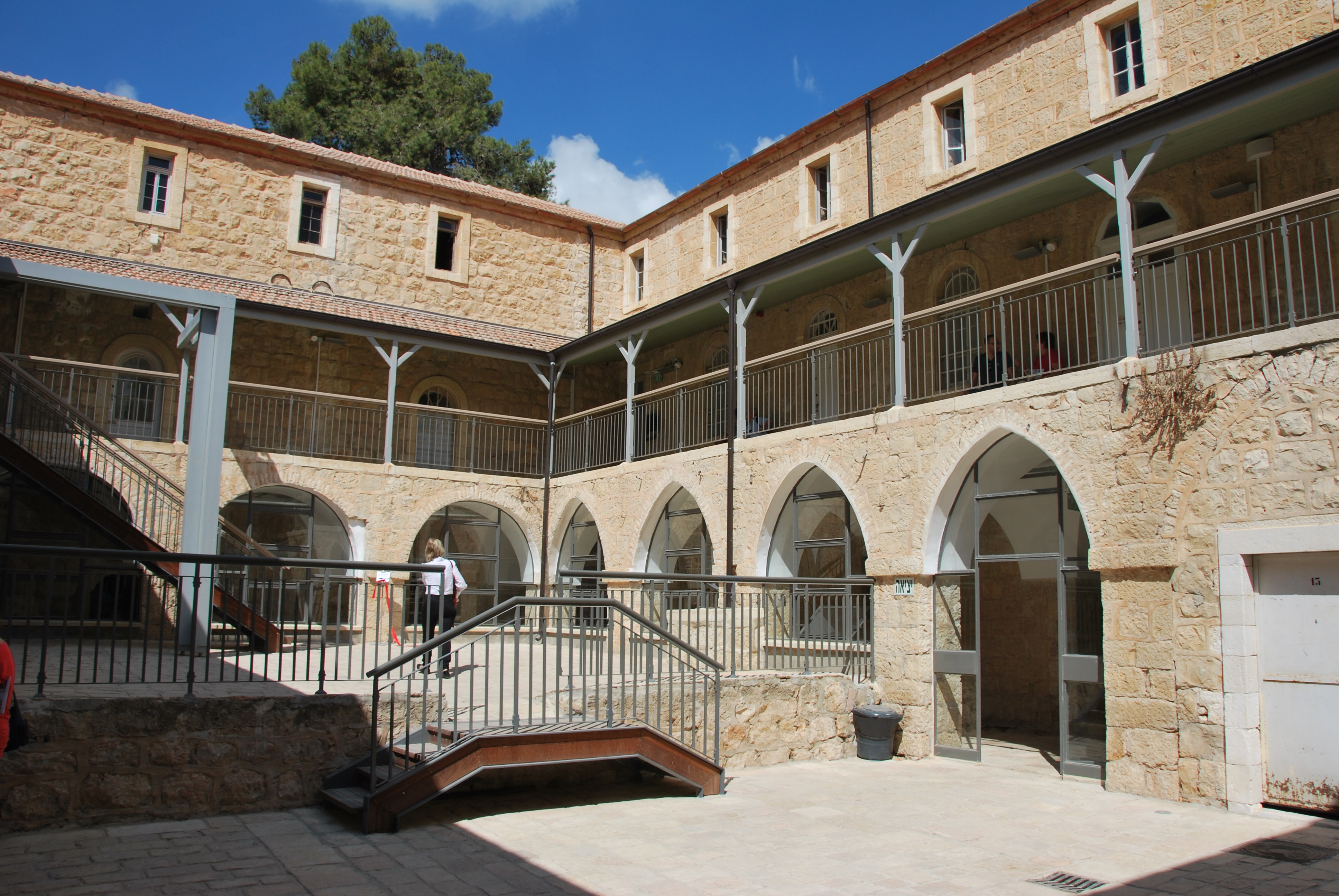
Innenhof
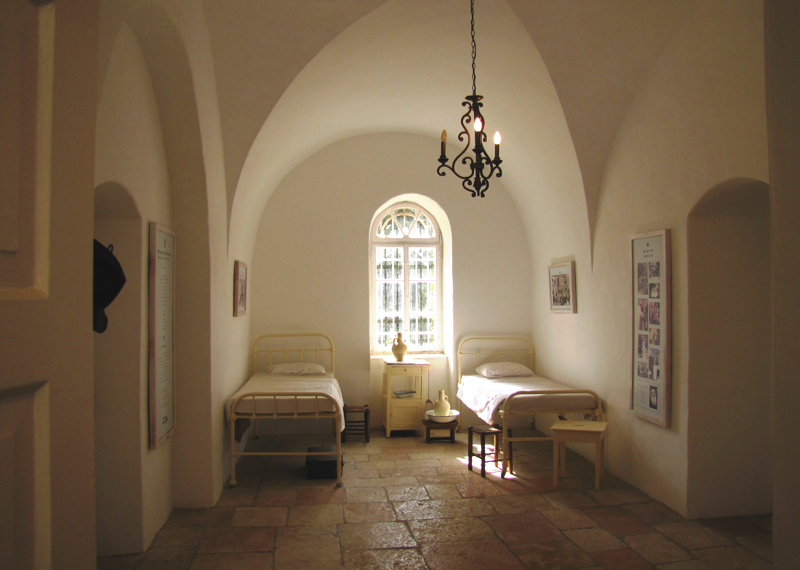
Restauriertes Patientenzimmer
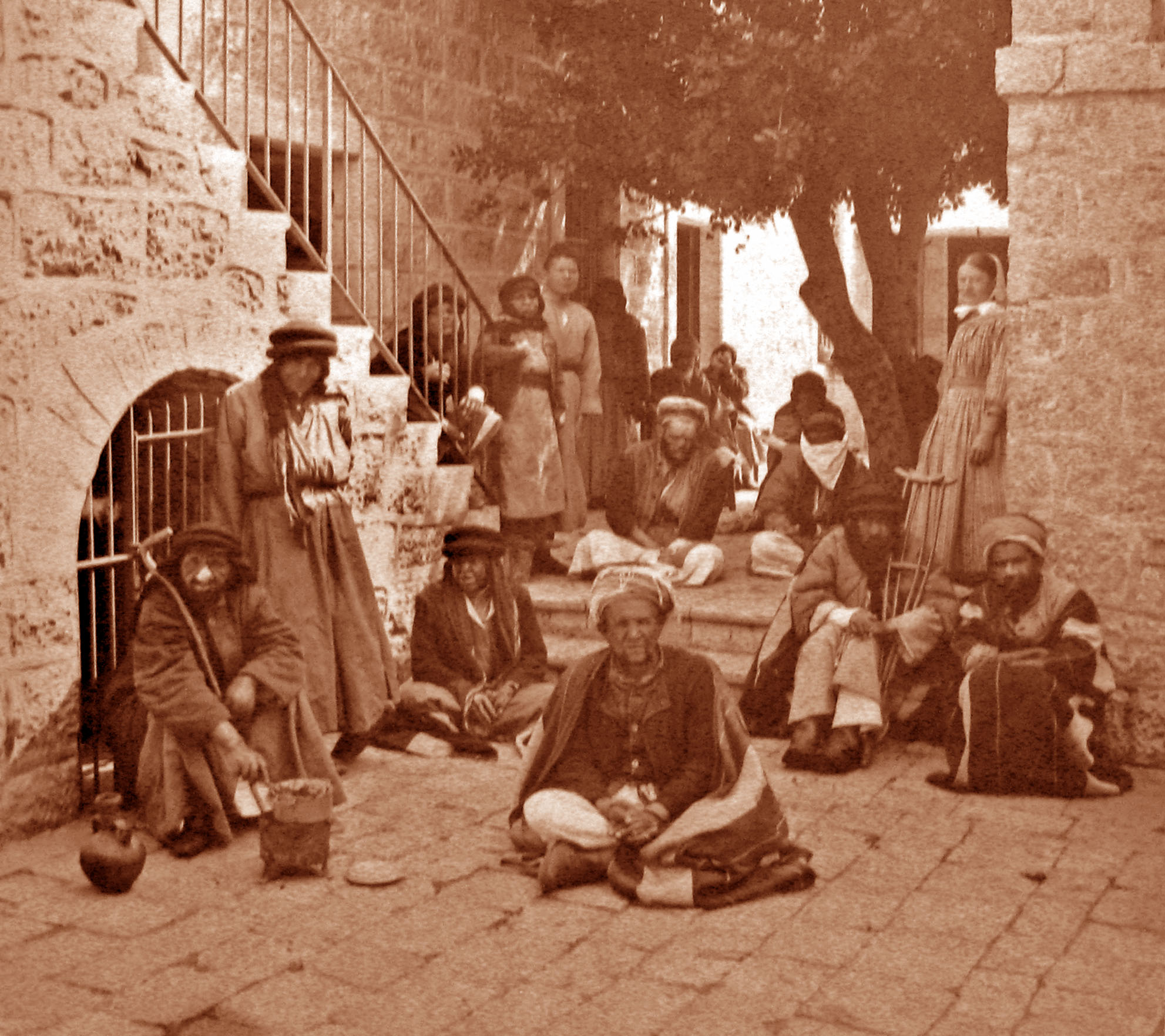
Historische Aufnahme: Patienten im Hof
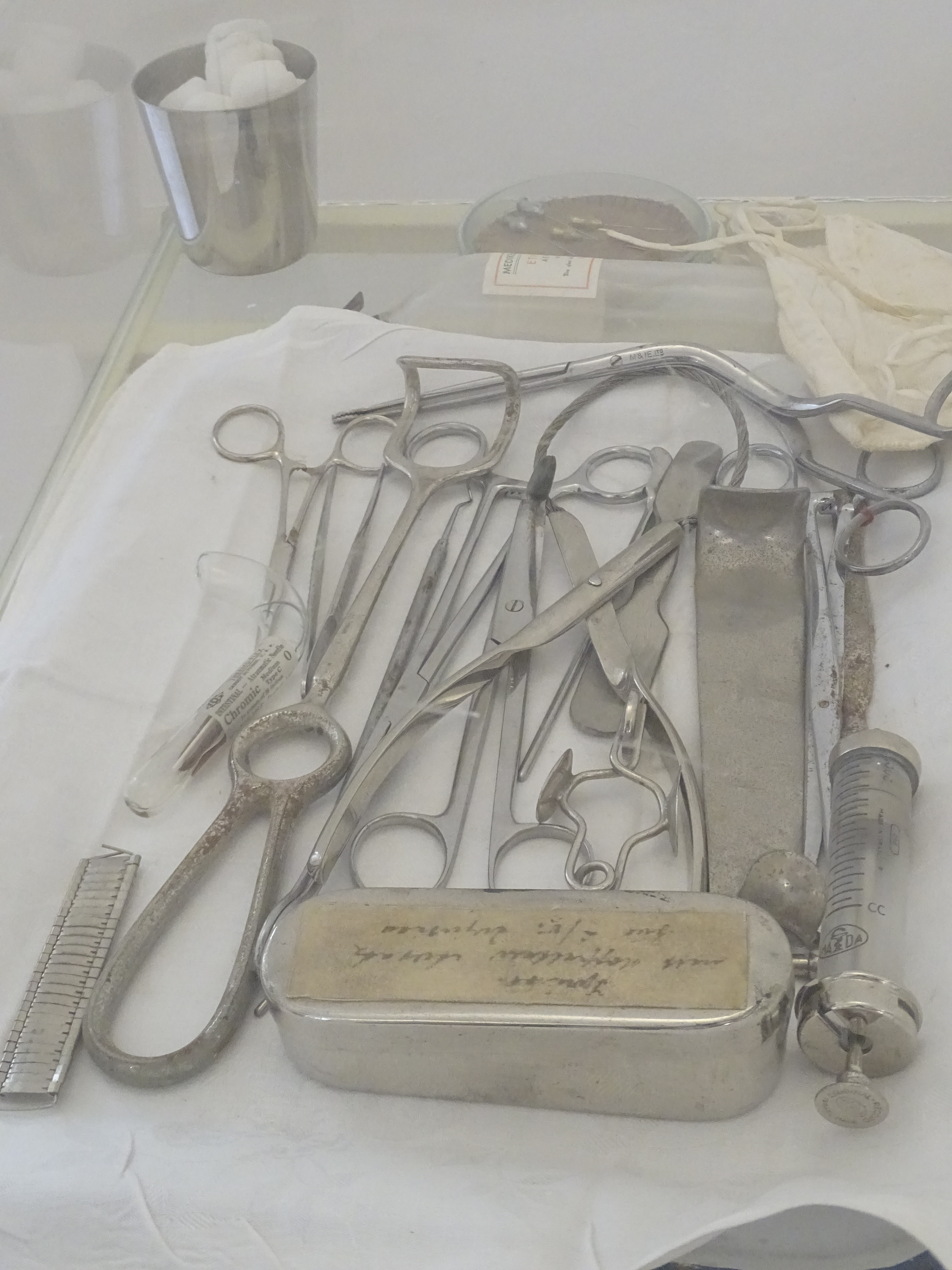
Im Ausstellungsraum: alte medizinische Utensilien
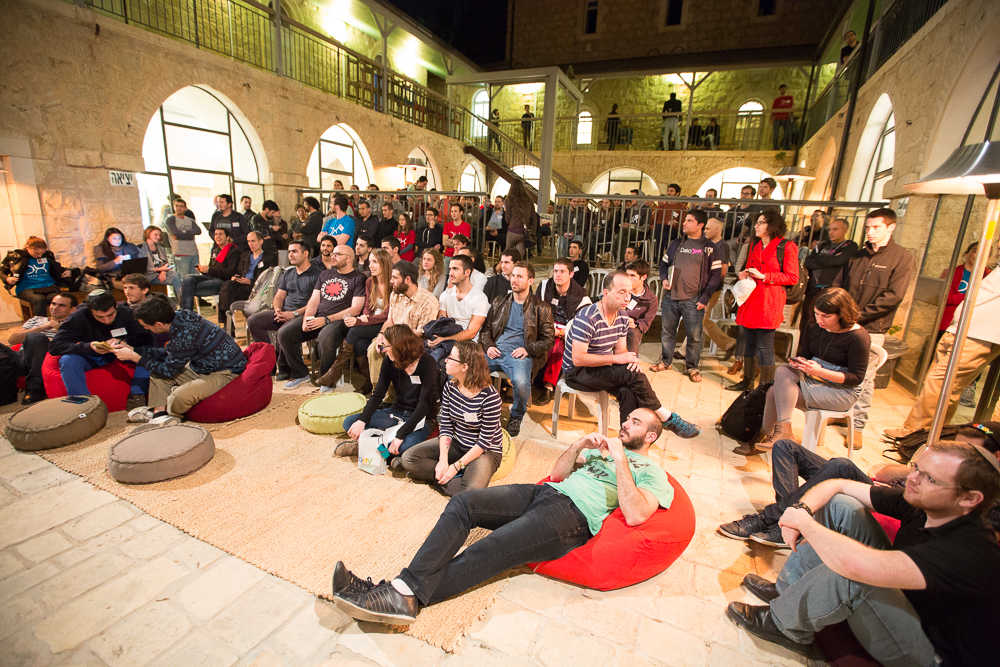
Der Innenhof während des Wikimedia-Hackathons 2015